# Tachikawa Ki-70
Chiếc Tachikawa Ki-70 là một kiểu máy bay trinh sát hình ảnh tốc độ cao được thử nghiệm vào những năm đầu của thập niên 1940 nhằm mục đích phục vụ cho Lục quân Đế quốc Nhật Bản, tuy nhiên nó chỉ ở giai đoạn phát triển chiếc nguyên mẫu và chưa bao giờ được đưa vào sản xuất.

## Thiết kế và phát triển
Sử dụng cách bố trí máy bay quen thuộc như là kiểu chiếc máy bay ném bom G3M và chiếc máy bay trinh sát tiền nhiệm Mitsubishi Ki-46, chiếc Ki-70 có cách bố trí đuôi kép và một thân giữa hẹp. Chiếc máy bay có một mũi kính rộng rãi và một buồng lái hướng ra phía sau dành cho xạ thủ súng máy.
Chiếc Ki-70 được dự tính nhằm thay thế kiểu máy bay Mitsubishi Ki-46, nhưng nó lại tỏ ra khó điều khiển chưa kể đến việc bay chậm hơn chiếc Mitsubishi Ki-46. Chiếc nguyên mẫu Ki-70 bay chuyến bay đầu tiên vào năm 1943 nhưng bị đánh giá là không phù hợp và chương trình bị hủy bỏ. Đã có ba chiếc được chế tạo. Phe Đồng Minh đã đặt cho nó tên mã là Clara.

## Đặc điểm kỹ thuật (Ki-70)

### Đặc tính chung
- Đội bay: 03 người
- Chiều dài: 14,5 m (47 ft 7 in)
- Sải cánh: 17,8 m (58 ft 5 in)
- Chiều cao: 3,46 m (11 ft 4 in)
- Động cơ: 2 x động cơ Mitsubishi Ha-104M công suất 1.906 mã lực (1425 kW) mỗi động cơ

### Đặc tính bay
- Tốc độ lớn nhất: 580 km/h (360 mph)
- Tốc độ bay đường trường: 490 km/h (305 mph)
- Bán kính chiến đấu: 2.480 km (1.541 mi)
- Trần bay: 11.000 m (36.089 ft)

### Vũ khí
- 1 x súng máy 12,7 mm (0,50 in)
- 1 x súng máy 7,7 mm (0,303 in)

## Nội dung liên quan

### Máy bay liên quan
- Mitsubishi Ki-46

### Trình tự thiết kế
Ki-67 - Ki-68 - Ki-69 - Ki-70 - Ki-71 - Ki-72 - Ki-73

### Danh sách liên quan
- Danh sách máy bay chiến đấu
- Danh sách máy bay quân sự Nhật Bản